# Résolution 88 du Conseil de sécurité des Nations unies
Membres permanents
- Chine (Taïwan)
- États-Unis
- France
- Royaume-Uni
- URSS

Membres non permanents
- Cuba
- Égypte
- Équateur
- Inde
- Norvège
- Yougoslavie

Résolution no 87 Résolution no 89
La résolution 88 du Conseil de sécurité des Nations unies est une résolution du Conseil de sécurité des Nations unies adoptée le 8 novembre 1950.
Cette résolution, la dixième de l'année 1950, relative à une plainte pour agression contre la république de Corée, décide d'inviter un représentant du gouvernement central de la république populaire de Chine à assister aux discussions relatives au rapport du Commandement des Nations unies en Corée.
La résolution a été adoptée par 8 voix pour, 2 contre et une abstention.
La Chine et Cuba ont voté contre.
L'Égypte s'est abstenue.

## Texte
- Résolution 88 sur fr.wikisource.org
- Résolution 88 sur en.wikisource.org